# Copyleft

Symbol copyleftu

Copyleft je zvláštní použití autorského práva. Při vytvoření odvozeného díla z díla, jež je dostupné jen pod copyleft licencí, musí být toto odvozené dílo nabízeno pod stejnou (copyleft) licencí jako dílo původní. Termín copyleft je slovní hříčkou, v anglickém slově copyright je slovo right (právo, pravý, vpravo) nahrazena slovem left (zanechaný, přenechaný, ale i levý, vlevo), čímž se naznačuje, že princip copyleftu je do jisté míry opakem principu copyrightu. I tradiční označení copyrightu, písmeno C v kroužku – © – je otočeno a jako symbol copyleftu se používá převrácené C v kroužku – 🄯 (to ovšem nemá žádný právní význam).
Princip copyleftu vytvořil Richard Stallman a uplatnil jej v copyleft licencích GPL a GFDL GNU projektu.
Copyleft je pokládán za základ úspěchu hnutí svobodného software. Někteří dokonce mluví o copyleftu jako o evolučním kroku, který vede k rozvoji konkurence na trhu software. Trh software je specifický a díky prudkému rozvoji (velká poptávka a malá nabídka) umožnil v poměrně krátké době vznik velkých firem. S koupí programu, resp. s jeho používáním, se uživatelé zavazují dodržovat výrobcem stanovenou licenci. Většina licencí programů, např. téměř všechny programy firmy Microsoft, neumožňují uživatelům vytvářet odvozená díla nebo kopie a ty dále prodávat. Při porušení licence, která je ve většině případů mnohastránková a těžko pochopitelná, mohou být uživatelé podle zákona stíháni. Mnohem jednodušší a pro uživatele výhodnější licence mají např. programy svobodného software. Svobodný software a odvozená díla jsou chráněny právě copyleftovými licencemi proti zneužití ze strany firem, jež nechtějí poskytovat kupujícímu, resp. uživateli stejná práva. Na závěr je nutné připomenout, že většina autorů je také uživateli. Výhody pro uživatele mohou být tedy také výhodami pro autory.
Copyleftové licence jsou pejorativně označovány jako licence „virové“ povahy, což odkazuje na fakt, že dílo odvozené z copyleftového díla musí zachovat stejné copyleftové svobody.